# Таймс (гарнитура)
Таймс (Та́ймс Нью Ро́ман, англ. Times New Roman) — гарнитура на основе засечкового шрифта, созданная типографом Стэнли Морисоном и художником Виктором Лэрдентом в 1932 году.

## История
В 1931 году Морисон написал статью, в которой обвинил газету The Times в некачественной печати. Он обратился к Виктору Лэрденту, художнику из рекламного отдела Times, с просьбой помочь ему создать новый образец шрифта. В качестве образца Морисон использовал шрифт Plantin. Было решено изменить шрифт так, чтобы повысить удобочитаемость и сэкономить больше пространства. Короткие выносные элементы уменьшают интерлиньяж, а сильный контраст штрихов улучшает читаемость на дешёвой бумаге. Полученная гарнитура получила название Times New Roman. Впервые шрифт был использован газетой Times 3 октября 1932 года, и уже через год стал использоваться для коммерческих продаж.

## Использование
Компания Microsoft стала использовать Times New Roman в качестве основного шрифта с засечками начиная с Microsoft Windows 3.1. Times New Roman использовался в качестве шрифта по умолчанию в Microsoft Office вплоть до Microsoft Office 2007, где его заменил шрифт Calibri.
Шрифт также стал популярным и в продуктах компании Apple Macintosh, которая установила его по умолчанию в качестве основного шрифта во многих приложениях, в том числе в веб-браузерах.
В 2004 году Государственный департамент США объявил, что с 1 февраля 2004 года все дипломатические документы в США будут печататься шрифтом Times New Roman размера 14 pitch (именно pitch, а не point: первое означает 14 знаков на дюйм, что приблизительно соответствует 12 пт) вместо шрифта Courier New 10 pitch (12-й кегль), мотивируя это стремлением к более современному и разборчивому шрифту. В январе 2023 года Государственный департамент США предписал своим служащим отказаться от использования шрифта Times New Roman в пользу шрифта Calibri, мотивируя это решение заботой о слабовидящих служащих Госдепа.
Шрифт Times New Roman является шрифтом, рекомендованным для составления служебных документов в Вооружённых силах Российской Федерации на стандартных листах бумаги формата А4 (210х297мм). Размер шрифта в текстовом редакторе Word предписывается 14—16, а межстрочный интервал — 1—2.
Правообладателем шрифта является расположенная в США компания Monotype Imaging Inc. Чтобы включить шрифт в какую-либо операционную систему, необходимо заключение лицензионного договора с Monotype Imaging. За каждый вариант шрифта предусмотрено денежное отчисление компании.
В 2016 году корпорация Monotype Imaging, являющаяся правообладателем шрифтов Times New Roman, Arial, Verdana, Tahoma, отказалась продать лицензию на их использование разработчику российской операционной системы Astra Linux — НПО «РусБИТех». Отказ объяснили санкциями, введёнными в отношении России. Отказ от лицензирования повлёк ограничения для применения в госучреждениях.

## Свободные аналоги
Times Roman и Times New Roman — несвободные шрифты, но есть некоторые свободные метрически совместимые альтернативы:
- URW++ выпустила версию Times New Roman под названием Nimbus Roman в 1982 году. Nimbus Roman №9 L, URW PostScript вариант, был выпущен под GNU General Public License в 1996 году[7][8] и доступен в бесплатных и операционных системах с открытым кодом. Был позже адаптирован как FreeSerif[англ.][9][10]. Как и для Times New Roman, существует множество дополнительных стилей Nimbus Roman, которые продаются только в коммерческих целях, включая конденсированные и сверх-широкие стили. URW также разработан Nimbus Roman № 4, который метрически совместим с несколько другим CG Times.
- Liberation Serif метрически эквивалентен Times New Roman. Он был разработан Ascender Corp. и издан Red Hat в 2007 году по лицензии GPL с некоторыми исключениями. Используется в некоторых дистрибутивах GNU/Linux в качестве замены шрифта по умолчанию для Times New Roman[11].
- Шрифт Tinos от компании Google в пакете шрифтов Croscore, произошёл от расширения Liberation Serif, и также был разработан Стивом Маттесоном.
- Bitstream Cyberbit[англ.] — шрифт, выпущенный компанией Bitstream для некоммерческого использования, для европейских алфавитов, основан на Times New Roman[12][13]. Он имеет расширенный диапазон символов, предназначенных для того, чтобы покрыть большую часть Unicode для научного использования. Bitstream уже не распространяет шрифт, но он может быть получен от Университета Франкфурта[14].
- В сентябре 2016 года компаниями АО «НПО РусБИТех» (разработчик операционных систем «Astra Linux») и ООО НПП «ПараТайп» (разработчик общенациональных шрифтов) были представлены общедоступные шрифты: PT Astra Sans и PT Astra Serif, метрически совместимые (аналоги) с Times New Roman.
- XO Thames — российский шрифт, разработанный специально для пакета ПО  «МойОфис». Заметные отличия от Times New Roman это «капли», которые заменили на засечки в XO Thames.